# 213-та моторизована дивізія (СРСР)
213-та моторизована дивізія — військове з'єднання РСЧА у складі 19-го механізованого корпусу (19 МК) та 6-ї армії до та під час Німецько-радянської війни.

## Історія
213-та моторизована дивізія створена у 1941 році.
З початком війни дивізія разом з частинами 19-го МК почала рух в бік кордону, проте у зв'язку із тяжким становищем на фронті була включена до складу групи генерал-лейтенанта М. Ф. Лукіна із завданням обороняти м. Шепетівка.
Після відступу від міста, дивізія разом з частинами групи генерал-лейтенанта Соколова вела бої в районі м. Бердичів. Починаючи з 13 липня і до розгрому діяла у складі загаданої групи.
2 серпня 1941 року рештки 213-ї моторизованої дивізії потрапили в Уманський котел.
Під час виходу з оточення командир дивізії полковник В. М. Осьмінський потрапив до полону.
Розформована 19 вересня 1941 року.

## Повна назва
213-та моторизована дивізія

## Підпорядкування
- Київський військовий округ, 19-й механізований корпус, (до 22 червня 1941)
- Південно-Західний фронт, 19-й механізований корпус (22 червня — 25 червня 1941)
- Резерв Ставки ГК, оперативна група генерала М.Ф Лукіна (25 червня — 13 липня 1941)
- Південно-Західний фронт, 6-та армія, група комдива О. Д. Соколова (13 липня — 15 липня 1941)
- Південно-Західний фронт, 6-та армія, група генерал-майора С. Я. Огурцова (15 липня — 25 липня 1941)
- Південний фронт, 6-та армія, група полковника П. С. Фотченкова (25 липня — 7 серпня 1941)

## Склад
- 702-й мотострілецький полк
- 739-й мотострілецький полк
- 132-й танковий полк
- 671-й артилерійський полк
- 39-й окремий винищувально-протитанковий дивізіон
- 205-й окремий зенітно-артилерійський дивізіон
- 301-й розвідувальний батальйон
- 387-й легко-інженерний батальйон
- 599-й окремий батальйон зв'язку
- 211-й артилерійський парковий дивізіон
- 373-й медико-санітарний батальйон
- 697-й автотранспортний батальйон
- 152-й ремонтно-відновлювальний батальйон
- 39-та рота регулювання
- 483-й польовий хлібозавод
- 718-та польова поштова станція
- 537-ма польова каса Держбанку

## Командири
- Полковник В. М. Осьмінський